# 自然人
自然人（英語：natural person），是一個与法人相对的法律概念。每个生物学意义上的人都是指自然人，只有自然人才有资格享有基本人权。在法律上，自然人是當然的權利主體而具備權利能力，即在法律上享受权利並負擔義務的資格。
自然人是在自然而然状态下生活的个体。在卢梭著作中，自然人不具有人权依据；自然而然的权利不是人权范畴，比如说杀人越货或暴力强奸；只有个体有意欲产生于人的关系时才是公民。

## 權利得喪
在中華民國，自然人之權利能力，始於出生，終於死亡。
胎兒雖因尚未出生而不屬於自然人，但對於其個人利益之保護，法律擬制既已出生，而預先給予保護，以免其利益遭受侵害。